# Kangerluarsunnguup Tasia

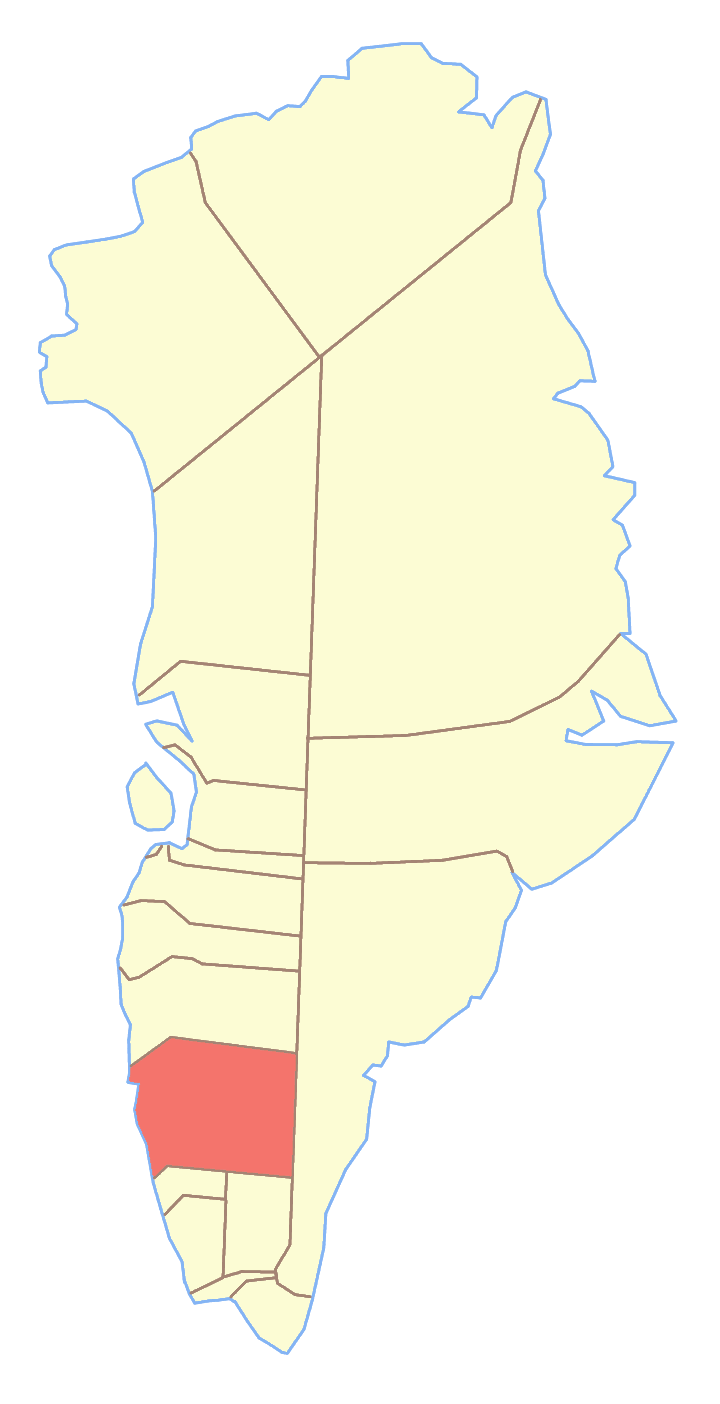
Ex comune di Nuuk, dove si trovava il Kangerluarsunnguup Tasia

Il Kangerluarsunnguup Tasia è un lago della Groenlandia. Si trova presso lo Stretto di Davis, a 64°08'N 51°22'O; appartiene al comune di Sermersooq.